# Franz Joseph von Thurn und Taxis
Franz Joseph Maximilian Maria Antonius Ignatius Lamoral Prinz von Thurn und Taxis (ur. 21 grudnia 1893 w Ratyzbonie; zm. 13 lipca 1971 tamże) − do roku 1918 dziedziczny książę Thurn und Taxis. Od 1952 roku głowa rodziny Thurn und Taxis.

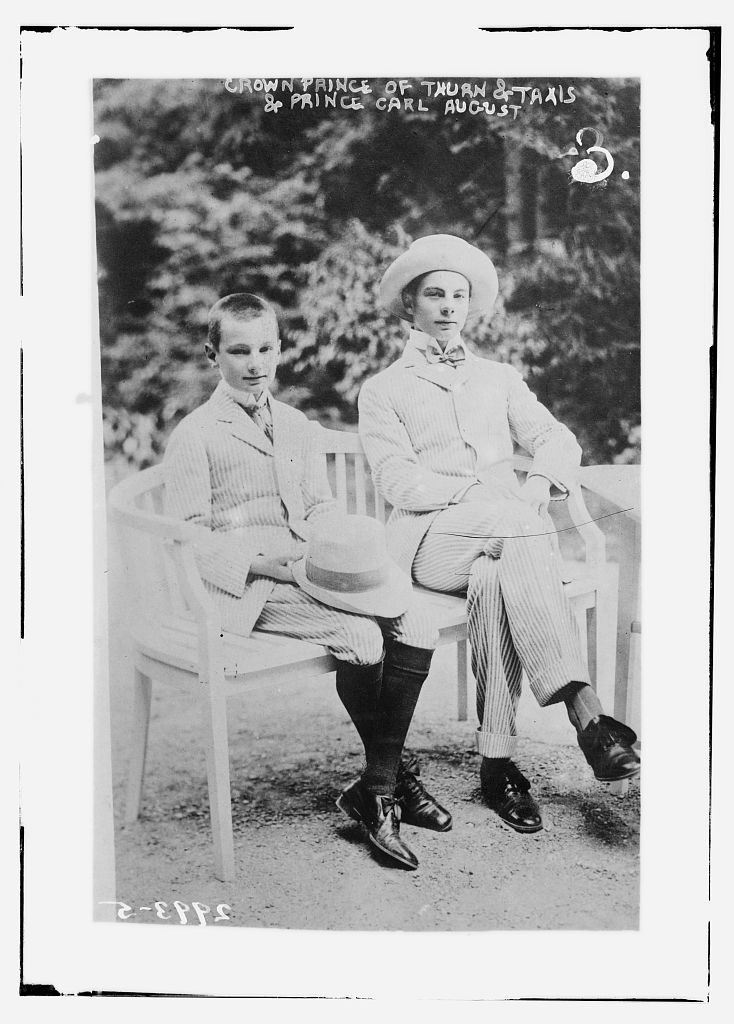
Książę Franz Joseph von Thurn und Taxis

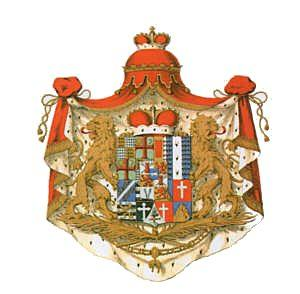
Herb Domu Książęcego Thurn und Taxis

## Życie, rodzina, edukacja
Franciszek Józef był najstarszym synem księcia Alberta von Thurn und Taxis i jego małżonki arcyksiężnej Małgorzaty Klementyny Austriackiej, córki Józefa Karola Ludwika Austriackiego i księżniczki Klotyldy Marii Sachsen-Coburg-Saalfeld. Na chrzcie nadano księciu imiona na cześć cesarza Franciszka Józefa, który był jednym z ojców chrzestnych. Książę Franciszek Józef miał siedmioro rodzeństwa: sześciu braci i jedną siostrę. Jeden z jego braci, książę Max Emanuel von Thurn und Taxis (1902-1994), wstąpił do klasztoru i został benedyktynem, inny Filip Ernest poślubił księżniczkę Eulalię von Thurn und Taxis w atmosferze skandalu, wszak księżniczka Eulalia była narzeczoną kolejnego z braci Raphaela Rainera. 
Po odbytej edukacji pod okiem prywatnych nauczycieli i zdaniu egzaminu maturalnego studiował książę w semestrze zimowym 1912 roku na uniwersytetach w Strasburgu i Lipsku. Z powodu wybuchu I wojny światowej Franciszek Józef był zmuszony przerwać naukę. W dniu 6 sierpnia 1914 roku udał się na punkt mobilizacyjny elitarnego pruskiego oddziału Gardes du Corps. W toku działań wojennych został awansowany do stopnia porucznika a po zakończeniu wojny w 1919 roku powrócił z powrotem do Ratyzbony. Po wojnie w dniu 23 listopada 1920 książę Franciszek Józef von Thurm und Taxis poślubił księżniczkę Elżbietę de Bragança, z którą to zamieszkał na zamku Neueglofsheim w Thalmässing. W nowym miejscu zamieszkania udało się księciu Franciszkowi rozwinąć swoje zainteresowania i pasje do polowania, historii i sztuki. Powstała też jego rozległa prywatna biblioteka, która stała się z czasem biblioteką domu Thurn und Taxis.

## Dalsze losy
Z małżeństwa z Elżbietą urodziło się księciu pięcioro dzieci, z czego czworo dożyło wieku dorosłego. W chwili wybuchu II wojny światowej liczył książę 46 lat. Do końca czerwca 1940 roku uczestniczył w zachodniej kampanii przeciwko Francji, a potem przez dwa i pół roku stacjonował tamże do chwili wydania przez Hitlera dekretu zakazującego arystokracji udziału w działaniach militarnych III Rzeszy, opublikowanego 31 marca 1944 przez feldmarszałka Wilhelma Keitla. Jedyny syn księcia Franciszka Józefa, Gabriel zginął 17 grudnia 1942 roku w Bitwie pod Stalingradem w wieku zaledwie 20 lat. 

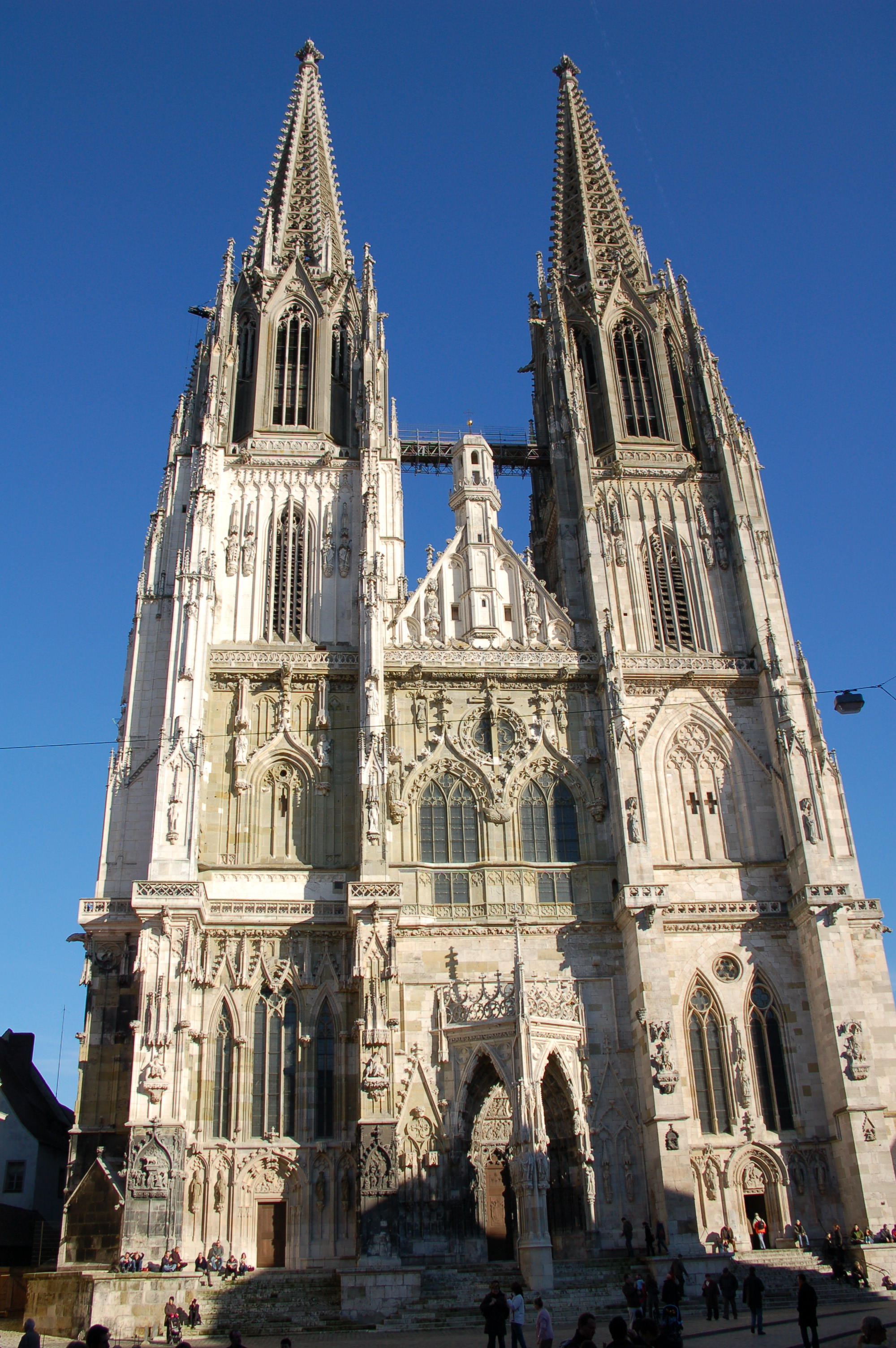
Katedra w Ratyzbonie, fasada zachodnia

Po wojnie książę Franciszek Józef większość czasu spędzał w swoim rodzinnym domu, z wyjątkiem zim, które spędzał w Ratyzbonie na zamku św. Emmerama. Oprócz zajmowania się rodzinnym majątkiem książę coraz bardziej poświęcał się badaniom nad historią miasta Ratyzbona, dawnego opactwa św. Emmerama i domowej siedziby rodu. W dniu 21 grudnia 1963 roku książę otrzymał tytuł honorowego obywatela miasta Ratyzbona w uznaniu dla jego wysokich zasług w sprawach gospodarczych, społecznych i kulturalnych. Był książę także honorowym członkiem Katolickiego Stowarzyszenia Studenckiego KDSt.V. Rupertia Regensburg.

## Śmierć i jej następstwa
Książę Franciszek Józef przeżył swoją małżonkę o niemalże półtora roku. Po długiej chorobie zmarł w dniu 13 lipca 1971 roku i został pochowany w krypcie kaplicy św. Emmerama na zamku w Ratyzbonie. Jedna z ulic w mieście, któremu poświęcił tyle uwagi i pracy, została nazwana jego imieniem. Książę Franciszek Józef zapisał się we wdzięcznej pamięci tych, z którymi dane było mu się zetknąć. Wspominano go ciepło i serdecznie. Miał być, jak wspomina go jeden z jego lokajów, tego typu człowiekiem jakich już nie ma. Jego życie było świadectwem jego pasji. Wielkiej pasji do polowania, której pozostał wierny do końca. Krótko przed śmiercią wyraził pragnienie, aby ponownie móc kontynuować swoją ukochaną sztukę polowania. Książę Franciszek Józef był bardzo popularny i lubiany wśród mieszkańców nie tylko miasta Ratyzbona. Uchodził za człowieka przystępnego, łatwo nawiązującego kontakty. Nie lubił pompy, był raczej spokojny, a nawet nieśmiały".

## Genealogia
| Wywód przodków Franz Joseph von Thurn und Taxis | Wywód przodków Franz Joseph von Thurn und Taxis                                                        | Wywód przodków Franz Joseph von Thurn und Taxis                                                             | Wywód przodków Franz Joseph von Thurn und Taxis                                                        | Wywód przodków Franz Joseph von Thurn und Taxis                                                        | Wywód przodków Franz Joseph von Thurn und Taxis                                                        | Wywód przodków Franz Joseph von Thurn und Taxis                                                        | Wywód przodków Franz Joseph von Thurn und Taxis                                                        | Wywód przodków Franz Joseph von Thurn und Taxis                                                        |
| ----------------------------------------------- | --- | --- | --- | --- | --- | --- | --- | --- |
| Prapradziadkowie                                | Karl Alexander von Thurn und Taxis (1770–1827) ∞ 1789 Therese zu Mecklenburg (1773–1839)               | Konrad Heinrich Ernst Friedrich von Dörnberg (1769–1828)) ∞ 1800 Wilhelmine Sophie von Glauburg (1775-1835) | Pius Wittelsbach (książę w Bawarii) (1786-1837) ∞ 1807 Anna Maria Wittelsbach (1753-1824)              | Król Maksymilian I Józef Wittelsbach (1756-1825) ∞ 1797 Karolina Fryderyka Badeńska (1776-1841)        | Cesarz Leopold II Habsburg (1747–1792) ∞ 1766 Maria Ludwika Burbon (1745–1792)                         | Ludwik Wirtemberski (1756–1817) ∞ 1797 Henrietta Nassau-Weilburg (1780–1857)                           | Książę Ferdynand von Sachsen-Coburg-Saalfeld (1785–1851) ∞ 1815 Maria Antonina von Kohary (1797–1862)  | Król Ludwik Filip I (1773–1850) ∞ 1809 Maria Amelia Burbon-Sycylijska (1782–1866)                      |
| Pradziadkowie                                   | Książę Maximilian Karl von Thurn und Taxis (1802–1871) ∞ 1828 Wilhelmine von Dörnberg (1808–1835)      | Książę Maximilian Karl von Thurn und Taxis (1802–1871) ∞ 1828 Wilhelmine von Dörnberg (1808–1835)           | Książę Maksymilian Bawarski (1808−1888) ∞ 1828 Ludwika Wilhelmina Wittelsbach (1808−1892)              | Książę Maksymilian Bawarski (1808−1888) ∞ 1828 Ludwika Wilhelmina Wittelsbach (1808−1892)              | Arcyksiążę Józef Antoni Habsburg (1776–1847) ∞ 1819 Maria Dorota Wirtemberska (1797–1855)              | Arcyksiążę Józef Antoni Habsburg (1776–1847) ∞ 1819 Maria Dorota Wirtemberska (1797–1855)              | Książę August Sachsen-Coburg-Gotha (1818–1881) ∞ 1843 Klementyna Orleańska (1817–1907)                 | Książę August Sachsen-Coburg-Gotha (1818–1881) ∞ 1843 Klementyna Orleańska (1817–1907)                 |
| Dziadkowie                                      | Książę Maximilian Anton von Thurn und Taxis (1831–1867) ∞ 1858 Helena Karolina Wittelsbach (1834–1890) | Książę Maximilian Anton von Thurn und Taxis (1831–1867) ∞ 1858 Helena Karolina Wittelsbach (1834–1890)      | Książę Maximilian Anton von Thurn und Taxis (1831–1867) ∞ 1858 Helena Karolina Wittelsbach (1834–1890) | Książę Maximilian Anton von Thurn und Taxis (1831–1867) ∞ 1858 Helena Karolina Wittelsbach (1834–1890) | Joseph Karl Ludwig von Österreich (1833–1905) ∞ 1864 Clotilde von Sachsen-Coburg und Gotha (1846–1927) | Joseph Karl Ludwig von Österreich (1833–1905) ∞ 1864 Clotilde von Sachsen-Coburg und Gotha (1846–1927) | Joseph Karl Ludwig von Österreich (1833–1905) ∞ 1864 Clotilde von Sachsen-Coburg und Gotha (1846–1927) | Joseph Karl Ludwig von Österreich (1833–1905) ∞ 1864 Clotilde von Sachsen-Coburg und Gotha (1846–1927) |
| Rodzice                                         | Książę Albert von Thurn und Taxis (1867–1952) ∞ 1890 Małgorzata Klementyna Austriacka (1870–1955)      | Książę Albert von Thurn und Taxis (1867–1952) ∞ 1890 Małgorzata Klementyna Austriacka (1870–1955)           | Książę Albert von Thurn und Taxis (1867–1952) ∞ 1890 Małgorzata Klementyna Austriacka (1870–1955)      | Książę Albert von Thurn und Taxis (1867–1952) ∞ 1890 Małgorzata Klementyna Austriacka (1870–1955)      | Książę Albert von Thurn und Taxis (1867–1952) ∞ 1890 Małgorzata Klementyna Austriacka (1870–1955)      | Książę Albert von Thurn und Taxis (1867–1952) ∞ 1890 Małgorzata Klementyna Austriacka (1870–1955)      | Książę Albert von Thurn und Taxis (1867–1952) ∞ 1890 Małgorzata Klementyna Austriacka (1870–1955)      | Książę Albert von Thurn und Taxis (1867–1952) ∞ 1890 Małgorzata Klementyna Austriacka (1870–1955)      |
| Franz Joseph von Thurn und Taxis (1893–1971)    | | | | | | | | |